# جوزپه فیگلیومنی
جوزپه فیگلیومنی (انگلیسی: Giuseppe Figliomeni؛ زادهٔ ۲ ژوئن ۱۹۸۷) بازیکن فوتبال اهل ایتالیا است.
از باشگاه‌هایی که در آن بازی کرده‌است می‌توان به باشگاه فوتبال اینتر میلان، باشگاه فوتبال کروتونه، باشگاه فوتبال لاتینا، باشگاه فوتبال یووه استابیا، باشگاه فوتبال ویچنزا، باشگاه فوتبال اتلتیکو آرتزو، و باشگاه فوتبال وارزه اشاره کرد.